# Foidbgen
Foidbgen (ir. Foidhbhgen – „Grabieżca”) – mityczny król Irlandii w latach 1228–1224 p.n.e. Syn Senganna, króla Irlandii z ludu Fir Bolg w latach 1243–1238 p.n.e.
Został królem po pokonaniu i zabiciu Rinnala, swego brata stryjecznego. Panował przez cztery lata, kiedy sam został pokonany i zabity przez Eochaida, syna Erca, syna króla Irlandii Rinnala.